# Kate Marvel
Kate Marvel es una científica climática y escritora científica estadounidense con sede en la ciudad de Nueva York. Es Investigadora Científica Asociada en el Instituto Goddard de Estudios Espaciales de la NASA y en el Departamento de Física Aplicada y Matemáticas de Columbia Engineering, y escribe regularmente para la revista Scientific American en su columna "Hot Planet".

## Educación
Marvel asistió a la Universidad de California en Berkeley, donde recibió su licenciatura en física y astronomía en 2003. Recibió su doctorado en 2008 en física teórica de la Universidad de Cambridge como Gates Scholar y miembro del Trinity College. Después de su doctorado, cambió su enfoque a las ciencias climáticas y la energía como becaria postdoctoral en el Centro de Seguridad y Cooperación Internacional de la Universidad de Stanford y en la Institución Carnegie para la Ciencia en el Departamento de Ecología Global. Continuó esa trayectoria como becaria postdoctoral en el Laboratorio Nacional Lawrence Livermore antes de unirse a la facultad de investigación del Instituto Goddard de Estudios Espaciales de la NASA y la Universidad de Columbia.

## Investigación
La investigación actual de Marvel se centra en el modelamiento climático para predecir mejor cuánto aumentará la temperatura de la Tierra en el futuro. Este trabajo llevó a Marvel a investigar los efectos de la cobertura de nubes en el modelamiento de temperaturas crecientes, lo que ha demostrado ser una variable importante en los modelos climáticos. Las nubes pueden desempeñar un papel de doble filo en la mitigación o amplificación de la tasa de calentamiento global. Por un lado, las nubes reflejan la energía solar de regreso al espacio, lo que sirve para enfriar el planeta; por el otro, las nubes pueden atrapar el calor del planeta e irradiar de regreso a la superficie de la Tierra. Si bien los modelos informáticos tienen dificultades para simular los patrones cambiantes de la cobertura de nubes, los datos satelitales mejorados pueden comenzar a llenar los vacíos.
Marvel también ha documentado patrones cambiantes de humedad del suelo a partir de muestras tomadas en todo el mundo, combinándolas con modelos informáticos y archivos de anillos de árboles, para modelar los efectos de la producción de gases de efecto invernadero en los patrones de sequía global. En este estudio, que se publicó en la revista Nature en mayo de 2019, Marvel y sus colegas pudieron distinguir la contribución de los humanos de los efectos de la variación natural del tiempo y el clima. Encontraron tres fases distintas de sequía en los datos: una huella humana clara sobre los niveles de sequía en la primera mitad del siglo XX, seguida de una disminución de la sequía de 1950 a 1975, seguida de un aumento final en los niveles de sequía en el 1980 y más allá. La disminución de la sequía a mediados de siglo se correlacionó con el aumento de las emisiones de aerosoles, que contribuyen al aumento de los niveles de esmog que pueden haber reflejado y bloqueado la llegada de la luz solar a la Tierra, alterando los patrones de calentamiento. El posterior aumento de la sequía se correlacionó con la disminución de la contaminación atmosférica mundial, que se produjo en 1970 y 1980 debido a la aprobación de leyes como la Ley de Aire Limpio de los Estados Unidos, lo que sugiere que la contaminación por aerosoles puede haber tenido un efecto moderador sobre la sequía.
Marvel también ha estudiado las limitaciones prácticas en las energías renovables como becario postdoctoral en el Instituto Carnegie de Ciencia. En la conferencia TED de 2017, tras la charla del teórico informático Danny Hillis en la que proponía estrategias de geoingeniería para mitigar el calentamiento global, Marvel subió al escenario para compartir por qué cree que la geoingeniería puede causar más daño que bien a largo plazo.

## Divulgación científica
Marvel es una comunicadora científica cuyos esfuerzos se centran en comunicar los impactos del cambio climático. Ha sido invitada en programas de divulgación científica como StarTalk y BRIC Arts Media TV, donde habló sobre su experiencia en el cambio climático y la necesidad de actuar sobre el clima. También ha hablado sobre su camino para convertirse en científica para la serie de narraciones inspirada en la ciencia, The Story Collider. Marvel también apareció en el escenario principal de TED, dando una charla en la conferencia TED de 2017 sobre el efecto de doble filo que las nubes pueden tener sobre el calentamiento global.
La escritura de Marvel ha aparecido en On Being y Nautilus. Contribuye habitualmente a Scientific American con su columna "Hot Planet". La columna se lanzó en junio de 2018 y se enfoca en el cambio climático, cubriendo la ciencia detrás del calentamiento global, las políticas y los esfuerzos humanos en la promoción. Marvel contribuyó al libro All We Can Save, una colección de ensayos escritos por mujeres involucradas en el movimiento de cambio climático.